# Pflegeeltern
Pflegeeltern (Pflegemutter, Pflegevater), regional auch Zieheltern, bezeichnet volljährige Personen, die vorübergehend oder auf Dauer ein Kind anderer Eltern als Pflegekind aufnehmen. Zumeist verlässt das Pflegekind die Pflegefamilie mit Erreichen der Volljährigkeit (18 Jahre).

## Deutschland

### Definition
Die Bezeichnung Eltern ist hierbei historisch geprägt; seit dem Ende des 20. Jahrhunderts können auch Alleinstehende sowie gleichgeschlechtliche Paare als Pflegeeltern Kinder in Vollzeitpflege aufnehmen. Voraussetzung ist im Wesentlichen der Nachweis einer allgemeinen und fallbezogenen Eignung für die Aufgabe. Die Inpflegegabe der Kinder kann sowohl privat als auch durch das örtliche Jugendamt erfolgen. Das betrifft auch unbegleitete minderjährige Flüchtlinge.
Nach einem Urteil des Amtsgerichts München sind miteinander verpartnerte homosexuelle Paare seit dem 5. August 2016 berechtigt, als Pflegeeltern die Vormundschaft für Kinder und Jugendliche auch gemeinsam auszuüben; bis zu diesem Zeitpunkt hatte eine gesetzliche Regelungslücke bestanden und dies verhindert.

### Aufgabe
Das Pflegeverhältnis kann in verschiedenen Formen vorliegen, angefangen bei unterstützenden Besuchen bis hin zur Adoptionspflegschaft, die bis zum rechtlichen Abschluss der Adoption andauert. In jedem Fall ist die Bereitschaft notwendig, sich auf die Besonderheiten des Einzelfalls (des Kindes mit allen Beteiligten) einzulassen. Dies ist nicht immer einfach, da oftmals soziale, moralische und/oder perspektivische sowie rechtliche Differenzen zwischen den Beteiligten (Pflegekind, Herkunftseltern, Jugendamt, Pflegeeltern, Amtsvormund) vorliegen.
Pflegeeltern haben nach § 37 SGB VIII Absatz 2 vor der Aufnahme des Kindes oder Jugendlichen und während der Dauer des Pflegeverhältnisses Anspruch auf Beratung und Unterstützung.

### Ausübung der elterlichen Sorge
Die elterliche Sorge verbleibt auch bei einem Pflegeverhältnis bei den leiblichen Eltern, sofern das Sorgerecht nicht nach § 1666 BGB entzogen und auf einen Vormund übertragen wurde. Allerdings haben die Pflegeeltern, wenn das Pflegeverhältnis längerfristig angelegt ist, nach § 1688 BGB die Entscheidungsbefugnis in Angelegenheiten des täglichen Lebens des Kindes. In der Regel wird hierzu eine entsprechende Vollmacht ausgestellt, welche den Pflegeeltern auch bescheinigt, mit dem Kind in’s Ausland verreisen zu dürfen. Sie sind berechtigt, das Arbeitsentgelt eines Minderjährigen zu verwalten sowie Unterhalts-, Versicherungs-, Versorgungs- und sonstige Sozialleistungen für das Kind geltend zu machen und zu verwalten (beispielsweise Kindergeld). Das Familiengericht kann eine andere Regelung treffen. Bei Streitigkeiten zwischen Pflegeperson und Sorgeberechtigtem soll das Jugendamt gemäß § 38 SGB VIII vermitteln.

### Kranken- und Rentenversicherung
Pflegekinder können in der gesetzlichen Krankenversicherung der Pflegeeltern kostenfrei mitversichert werden (Familienversicherung, § 10 Abs. 4 SGB V). Stirbt ein Pflegeelternteil, hat das Kind daraus Ansprüche auf Waisenrente (§ 48 Absatz 3 SGB VI).
Pflegekinder in Dauerpflege sind bei der Riester-Rente leiblichen Kindern gleichgestellt, Pflegeeltern können für diese Kinder die Riester-Förderung beantragen. Eine Pflegemutter, die durch eigene Berufstätigkeit oder ähnliches keinen eigenen Anspruch auf Riester-Förderung hat, ist während der ersten drei Lebensjahre des Pflegekinds (also während der Erziehungszeit der gesetzlichen Rentenversicherung) durch das Pflegekind förderberechtigt.
In der gesetzlichen Rentenversicherung steht der Pflegemutter die verbleibende Kindererziehungszeit zu, bei Inobhutnahme ab Geburt also die volle Erziehungszeit, bei späterer Inobhutnahme die volle Erziehungszeit abzüglich der Erziehungszeit der leiblichen Mutter.

### Reformpläne
Der Koalitionsvertrag für die 20. Legislaturperiode sieht einen Elterngeldanspruch für Pflegeeltern vor. Pflegeeltern von Kindern mit Behinderungen sollen außerdem besonders unterstützt werden.

### Statistik
2005 wurden in Deutschland 8725 Kinder in Vollzeitpflege an nichtverwandte Personen vermittelt.